# Пол Инс
Пол Емерсън Карлайл Инс (на английски: Paul Ince) е бивш английски футболист и мениджър.

## Футболна кариера
Започва кариерата си в Уест Хям през 1985 г. След 93 мача преминава в Манчестър Юнайтед за трансферна сума от 1 млн. паунда. През 1993 г. става първият чернокож капитан на английския национален отбор по футбол. През 1995 г. преминава в италианския гранд Интер за трансферна сума от 7 млн. паунда. През 1997 г. се завръща в Англия срещу 4,2 млн. паунда и започва да играе за Ливърпул. През 1998 г. участва на Световното първенство по футбол във Франция, където Англия отпада след изпълнение на дузпи от Аржентина на осминафинал. Пол Инс изпуска дузпата си. През 1999 г. преминава в Мидълзбро, а през 2002 г. – в Улвърхамптън. 

## Треньорска кариера
През 2006 г. поема отборът на Макълсфийлд, а през 2007 г. – на МК Донс. През 2008 г. печели титлата във Втора дивизия на Англия (4-тият ешелон на първенството) с МК Донс, както и купата Джонстънс Пейнт Трофи.
На 22 юни 2008 е назначен за треньор на Блекбърн Роувърс. По този начин става първият чернокож треньор на отбор от Висшата лига на Англия. . През юни 2010 година повежда Балдок Таун. Шефът на отбора е хванат в купуване на мачове, а в това е бил замесен и Пол Инс. Той е задържан за 24 часа на следващия ден.